# Prasophyllum gracillimum
Prasophyllum gracillimum är en orkidéart som beskrevs av William Henry Nicholls. Prasophyllum gracillimum ingår i släktet Prasophyllum och familjen orkidéer. Inga underarter finns listade i Catalogue of Life.